# Muséum d'histoire naturelle de Neuchâtel
Pour les articles homonymes, voir Muséum d'histoire naturelle.
Le Muséum d'histoire naturelle de Neuchâtel, qui habite l'ancien Collège de jeunes filles dessiné par Rychner et terminé en 1853, présente une exposition permanente de la plupart des espèces de mammifères et d'oiseaux de Suisse dans leur milieu (dioramas sonorisés pour les oiseaux).

## Histoire
En 1795, le général Charles-Daniel de Meuron fait don de son cabinet d'histoire naturelle à la ville. En 1815, le négociant Paul-Louis-Auguste Coulon et le baron Albert de Büren (1791-1815) font le projet d'installer un véritable musée dans l'Hôtel DuPeyrou, mais ce dernier est racheté par le banquier Denis de Rougemont de Löwenberg, mettant un terme au projet.
Ce n'est qu'en 1837 qu'un musée permanent voit le jour au Collège latin, où est l'actuelle Bibliothèque publique et universitaire de Neuchâtel, deux ans après son achèvement. L'impulsion initiale est donnée par Louis Agassiz et Louis Coulon, le fils de Paul-Louis-Auguste, qui en devient le premier conservateur.
Le musée achète alors, toujours en 1837, une partie importante des collections d'Agassiz. En 1840, Paul-Louis-Auguste Coulon fait, lui, don de l'ensemble de ses collections, dont des poissons et des coquillages, ainsi qu'un herbier contenant 15'000 plantes,. Le musée a continué à se développer à la suite du départ d'Agassiz pour les États-Unis en 1846. À la mort de Louis Coulon en 1894, le musée est reconnu en Suisse comme ayant une des plus riches collections d'oiseaux. Le professeur de sciences naturelles Paul Godet (1836-1911) succède alors à Coulon et conserve lui aussi ce poste jusqu'à son décès, en 1911.
En 1895, le musée reprend les animaux alpestres de la Société du Musée alpestre, fondée en 1858 à la suite de l'achat de la collection de 153 animaux du major Isidore Challandes et qui a dû déposer le bilan, faute de rentrées financières suffisantes.
Dès 1917, le musée commence toutefois à régresser, principalement par le manque de dynamisme des conservateurs qui doivent cumuler cette tâche avec celle de professeur à l'université de Neuchâtel et le manque d'espace. Les collections de géologie (1917) et celles de botanique (1918) sont transférées à l'université. Jusqu'en 1960, le développement du musée est fortement ralenti.
Cette année-là, Archibald Quartier prend la direction du musée. Il fait construire des dioramas présentant la faune des mammifères et oiseaux de Suisse. Les peintures illustrant les dioramas sont réalisées par Pierrette Bauer-Bovet. Le musée connaît une popularité grandissante et envisage de déménager pour pouvoir s'agrandir. En 1979, les travaux commencent dans le bâtiment de la rue des Terreaux, anciennement une école de commerce. Les travaux se font par étapes et se terminent en 2000. Depuis 1981, c'est Christophe Dufour qui dirige le musée dont l'affluence est aujourd'hui considérable, atteignant certaines années jusqu'à 80 000 visiteurs.
Entre 1985 et 2006, le muséum accueille sous son toit le Centre suisse de cartographie de la faune.

## Collections
Le musée possède une collection riche et variée de spécimens et types provenant des quatre coins de la planète.
- Mammifères : environ 2 500 spécimens
- Oiseaux : environ 13 000 spécimens
- Insectes
  - Coléoptères : environ 600 cadres
  - Diptères : environ 600 cadres et plusieurs centaines de bocaux
  - Hyménoptères : environ 500 cadres
  - Lépidoptères : environ 2 000 cadres
  - Odonates : environ 100 cadres
  - Orthoptères : environ 50 cadres
  - Fossiles dans l'ambre : environ 5 000 spécimens (inclusions) dans l'ambre de la Baltique (Éocène, environ 40 millions d'années)
- Géologie : riche collection des Alpes, du Jura et du plateau, ainsi que du monde entier.
- Botanique : environ 22 000 espèces en herbier (en dépôt à l'institut de botanique de l'université)

Le musée possède également une riche collection d'ouvrages scientifiques et de tirés à part.

## Expositions permanentes
L'exposition permanente est principalement formée de dioramas sur la faune des mammifères et des oiseaux de Suisse.

## Expositions temporaires
Depuis de nombreuses années, le musée met sur pied ou fait venir des expositions temporaires. En voici une liste indicative depuis 2000 :
- Manger - La mécanique du ventre
- Espèces en voie d'apparition (2010)
- Les machines de Leonard de Vinci (2010)
- parce Queue (2009)
- Le propre du singe (2008)
- Aglagla... l'âge de glace (2007)
- Au temps des mammouths (2007)
- Poules (2005-2007)
- Petits coq-à-l'âne (2005-2006)
- Chut ! (2006)
- Mouches (2004-2005)
- Très toucher (2003-2004)
- Pas si bêtes ! 1000 cerveaux, 1000 mondes (2003)
- Mon œil (2003)
- Sable (2002 - 2003)
- Îles (2001-2002)
- Ambiances lacustres (2001-2002)
- La grande illusion (2000-2001)
- Oiseaux des villes (2001)
- Né pour sentir (2000)
- Un os, deux os, dinos... (1999-2000)

## Animations
En collaboration avec les autres musées de la ville de Neuchâtel, le muséum organise à travers l'atelier des musées, des animations pour les enfants.